# Armoriale delle famiglie italiane (W)
Questo è l'armoriale delle famiglie italiane il cui cognome inizia con la lettera W.

## Armi
| Stemma | Casato e blasonatura |
| ------ | --- |
|        | Walrond (San Miniato) Partito: nel 1° d'argento a 3 teste di becco di nero, cornute d'oro poste 2, 1; nel 2° d'argento alla croce scanalata di nero (citato in Guelfi, pag. 475) Partito: nel 1° d'argento, a tre rincontri di montone di nero, 2.1; nel 2° d'argento, alla croce spinata di nero (citato in Ceramelli, fasc. 6719.) |
|        | Wandeneinden (Siena) Di cielo, a tre uccelli posati d'argento, 2.1, accompagnati in punta dal mare al naturale (citato in Ceramelli, fasc. 7190.) |
|        | Ward (Lucca, Firenze) Di rosso, alla croce d'argento, accompagnata nel primo cantone da un giglio d'oro alias Di rosso, alla croce d'argento, accompagnata nel primo cantone da uno scudetto d'azzurro caricato di un giglio d'oro e coronato dello stesso (citato in Ceramelli, fasc. 4915.) |
|        | Watteville o Wattenvil o Wattenwyl Titolo: marchesi di Conflans; conti di Bussoleno (?); signori di Brossasco, Dronero, Venasca Di rosso, a tre semivoli d'argento, due e uno alias Inquartato, al 1° e 4° di rosso, a tre semivoli d'argento, due e uno, al 2° e 3° d'oro, inferriato d'azzurro Motto: Ingratis servire nefas - Sub umbra alarum tuarum protege me (citato in Bona, Watteville.) |
|        | Weber (Napoletano) D'azzurro alla banda d'argento caricata di tre trifogli di verde posti in palo (citato in Nobili napoletani, Weber.) |
|        | Weldre de Rieux (Fiesole) D'azzurro, a dieci bisanti d'oro, 3.3.3.1 (citato in Ceramelli, fasc. 6721.) |
|        | Wilcardel o Vilcardel o Villecardel (Piccardia, Piemonte) Titolo: marchesi di Andorno, Beaufort, Mortigliengo, Trivero; conti di Montà, Settimo Torinese; signori di Lucento, Montgex; consignori di Aubonne, Monthoux D'argento, allo scaglione accompagnato da tre rose, il tutto di rosso (citato in Bona, Wilcardel.) |
|        | Wilde (Fiesole) D'argento, alla fascia di nero accompagnata da tre teste di cervo al naturale, 2.1 (citato in Ceramelli, fasc. 6722.) |
|        | Wilding (Sicilia) partito al primo troncato: sopra d'argento a tre ghiande di verde, all'insù ordinate in fascia; sotto di rosso al tronco di melo d'oro reciso e sradicato, fogliato di tre pezzi a sinistra; al secondo, d'azzurro al ponte d'oro, merlato di tre archi fondato sulla campagna d'argento, sormontata da una corona d'oro, questa sormontata da due stelle d'argento Sostegni: due uomini selvatici, coronati e cinti di edera, tenenti ciascuno un pennone, banderuolato a destra d'argento, a sinistra di rosso (citato in Mango) |
|        | Winspeare e Winspeare Guicciardi (Napoli, Portici) Titolo: nobile, barone, duca di Salve Di rosso alla banda d'argento doppio dentata carica di un leone di rosso (citato in La Rosa, Winspeare. e in Nobili napoletani, Winspeare.) Notizie storiche in Nobili napoletani, Famiglia Winspeare. |
|        | Woodville (Inghilterra) D'argento alla fascia cantone a destra di rosso (citato in DAlena) |